# Lost Girl (film)
Lost Girl (Gerda) è un film del 2021 scritto e diretto da Natal'ja Kudrjašova.

## Trama
Una ragazza di nome Lera vive in provincia. Sua madre crede ingenuamente nei miracoli e suo padre ha abbandonato la famiglia. Lera vuole migliorare la sua vita, ma non sa come. Allo stesso tempo, vede costantemente sogni in cui vede la sua anima. E più la vita diventa difficile, più spesso vede tali sogni.

## Distribuzione
In Italia, il film è stato distribuito direttamente in home video da Eagle Pictures, tramite l'etichetta Bluewsan, a partire dal 29 maggio 2024.

## Riconoscimenti
- 2021 – Festival di Locarno
  - Pardo per la miglior interpretazione femminile ad Anastasija Krasoŭskaja